# Новая пинакотека
Новая пинакотека (нем. Neue Pinakothek) — картинная галерея в Мюнхене. В ней представлены произведения живописи и скульптуры мастеров XIX — начала XX вв. Напротив Новой пинакотеки находится Старая пинакотека с работами мастеров от Средневековья до середины XVIII столетия. В третьей пинакотеке Мюнхена — Пинакотеке Современности — представлено искусство XX и XXI веков. 
С 2019 года здание Новой пинакотеки закрыто на реконструкцию, окончание которой планируется в 2029 году. Наиболее ценная часть коллекции выставлена на первом этаже соседней Старой пинакотеки.

## История

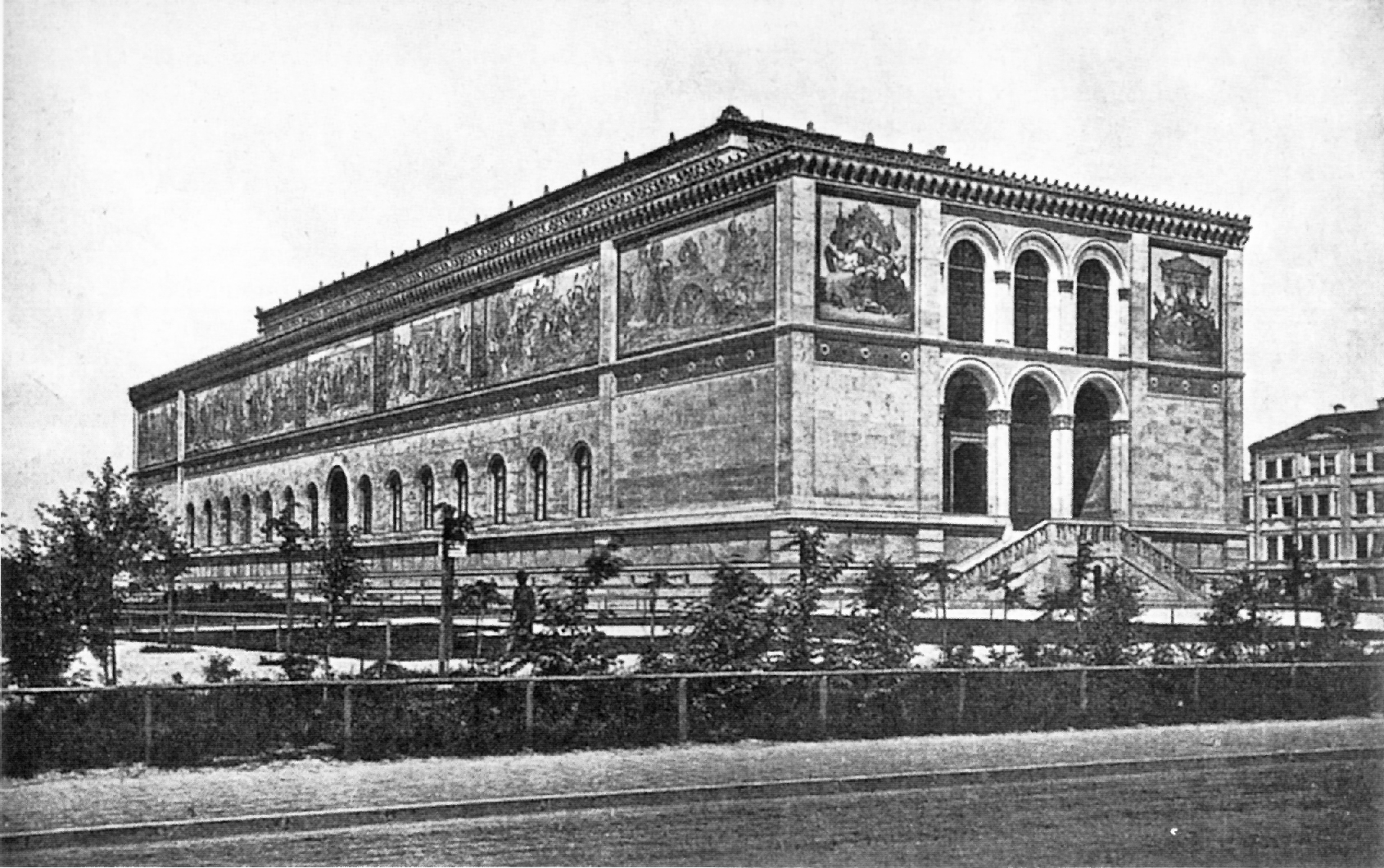
Новая пинакотека около 1880

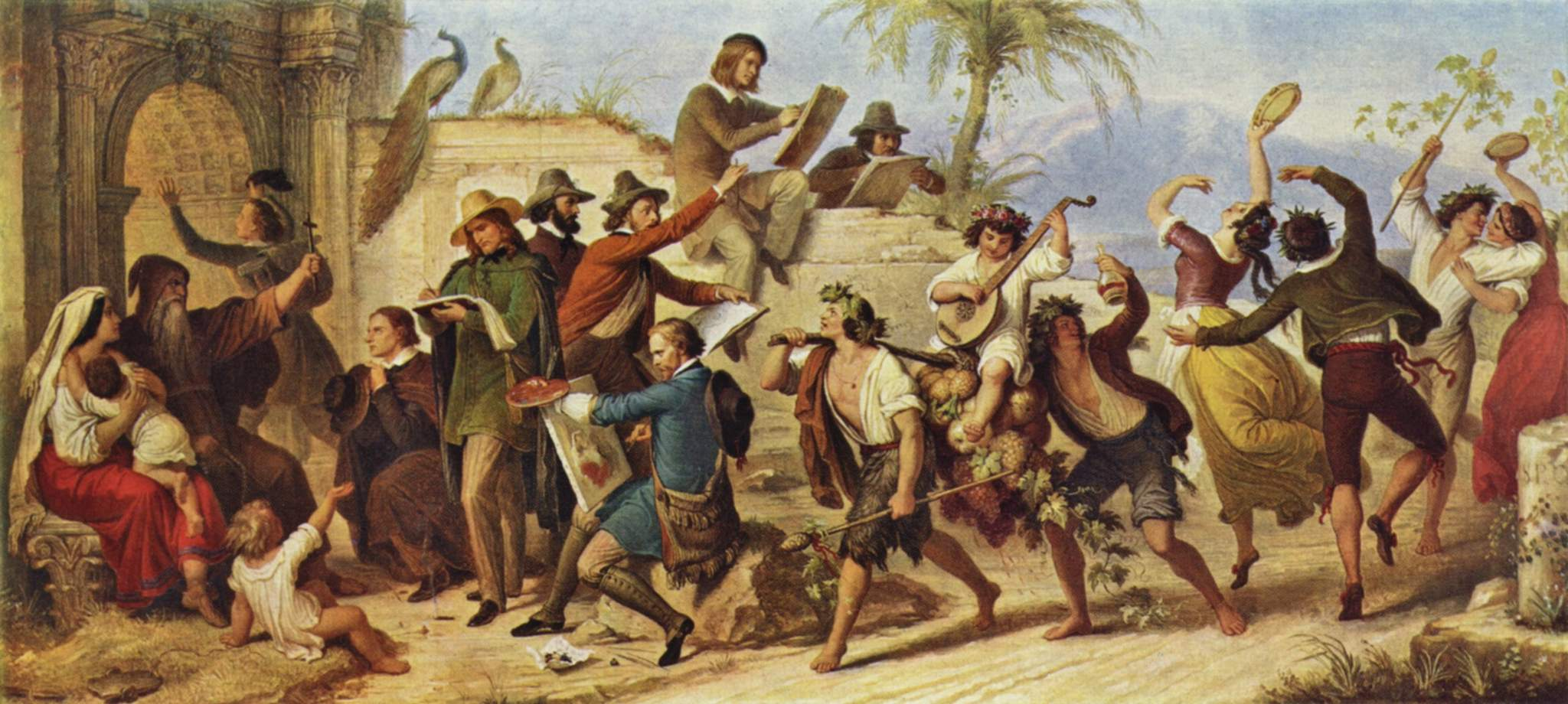
Вильгельм фон Каульбах. Наброски к фрескам Новой пинакотеки: Немецкие художники в Риме. 1850

Галерея была основана в 1853 г. баварским королём Людвигом I, который хотел сделать свою частную коллекцию современного искусства доступной для общественности, разместив её в Старой и Новой пинакотеках. Новая пинакотека таким образом является первым «собранием современного искусства» в мире. Установленная на рубеже веков граница между старым и новым искусством стала определяющей для немецких картинных галерей.
В соответствии с художественными предпочтениями Людвига I изначально большую часть экспозиции составляли работы мюнхенской школы живописи и немецких романтиков. Особое внимание уделялось южно-немецким художникам и художественным школам. Однако возводя музей, Людвиг удовлетворял и свои династические амбиции, выставив в главном зале Новой пинакотеки героизированные пейзажи Греции кисти Карла Ротмана, где правил сын Людвига Отто I Греческий. После смерти Людвига коллекция прирастала новыми известными картинами, но ситуация с отбором экспонатов менялась в Мюнхене очень медленно.
Положение изменилось лишь в 1909 г., когда последовали так называемые «пожертвования Чуди», названные так по имени генерального директора мюнхенского Государственного собрания живописи Гуго фон Чуди (нем. Hugo von Tschudi), который уделял большое внимание не пользовавшимся в то время почётом современным французским художникам. Благодаря ему в Новой пинакотеке появилась впечатляющая коллекция импрессионистов. Однако в 1938 г. «Автопортрет» Ван Гога был отнесён к дегенеративному искусству, конфискован и годом позже продан.
Коллекция Новой пинакотеки пополняется и в настоящее время благодаря добровольным пожертвованиям и приобретениям и является одной из наиболее крупных экспозиций искусства конца XVIII—XIX вв.

## Здание
Забраковав несколько мест для возведения здания новой галереи, Людвиг I приказал построить Новую пинакотеку напротив Старой пинакотеки. Проект был создан Фридрихом фон Гертнером и Августом фон Фойтом. Во время Второй мировой войны здание Новой пинакотеки было полностью разрушено и вскорости снесено. Экспозиция Новой пинакотеки разместилась в Доме искусства.
Лишь в 1981 году открылось постмодернистское здание по проекту архитектора барона Александра фон Бранки. Несмотря на то, что облицованное песчаником здание с эркерами, аварийными лестницами и полуциркульными арками окон было принято неоднозначно, его великолепные залы с верхним освещением получили всеобщее одобрение. В западном крыле здания Новой пинакотеки разместился Институт Дёрнера.
С 2019 года Новая Пинакотека закрыта на реконструкцию. В рамках которой должны быть решены, как проблемы с изношенностью крыши, так и добавлена возможность безбарьерного доступа для людей с ограниченными возможностями. По данным на 2022 год открытие Пинакотеки для посетителей перенесено с 2025 на 2029 год.

## Собрания Новой пинакотеки
Из своих фондов, состоящих из более чем 3000 картин и 300 скульптур, в постоянной экспозиции Новой пинакотеки представлено более 400 произведений искусства.

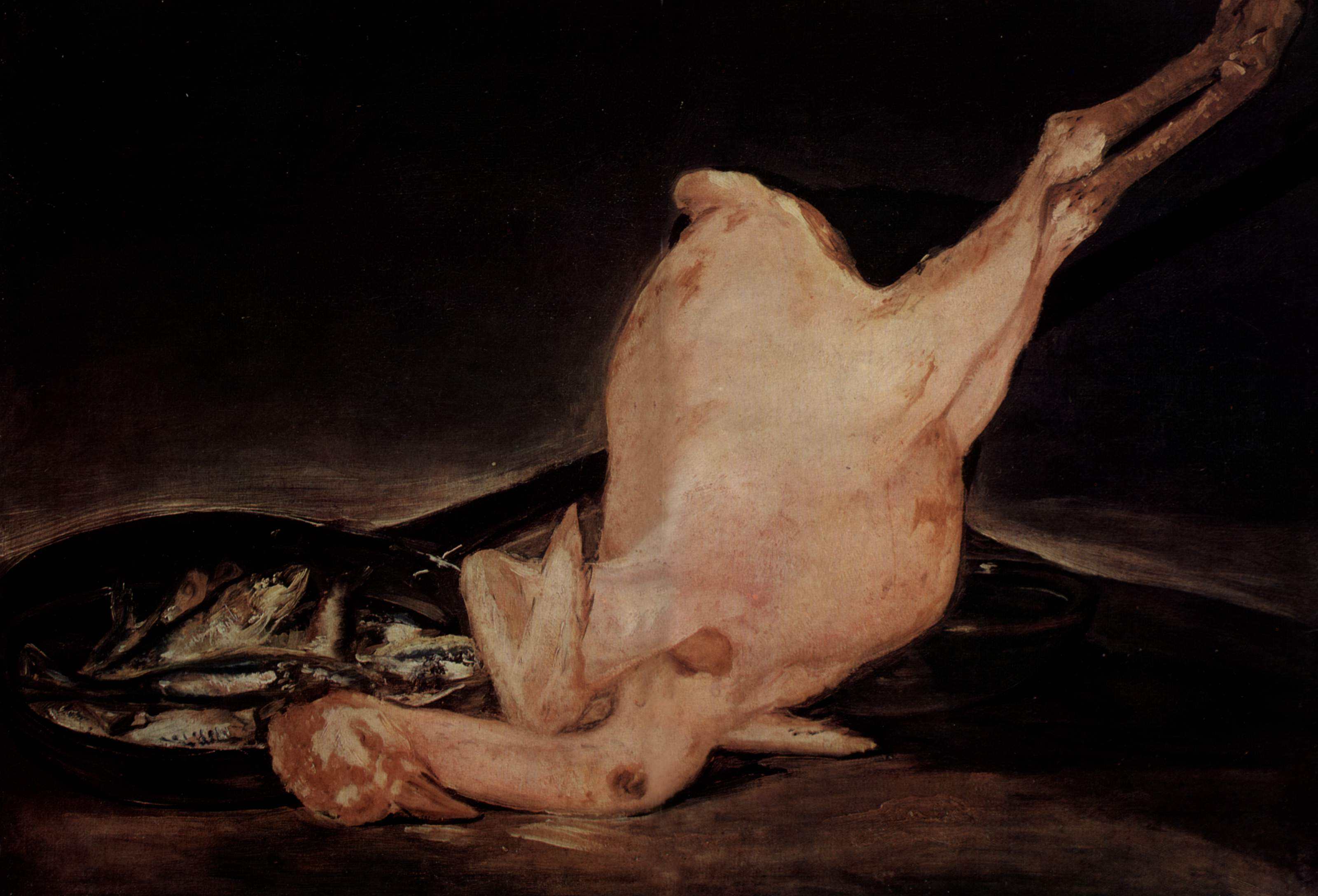
Франсиско Гойя «Ощипанная индейка» (ок. 1810)

### Искусство второй половины XVIII века
В коллекцию в частности входят работы Антона Графа («Генрих XIII» 1775), Франсиско Гойя («Загородная прогулка» 1776), Ангелики Кауфманн («Автопортрет» 1784), Жак Луи Давида «Портрет Анны Марии Луизы Телюссон де Сорси» 1790), Иоганна Генриха Фюсли («Сатана и смерть, резделённые грехом» 1792—1802), Иоганна Фридриха Августа Тишбейна («Николя Шатлен в саду» 1791).

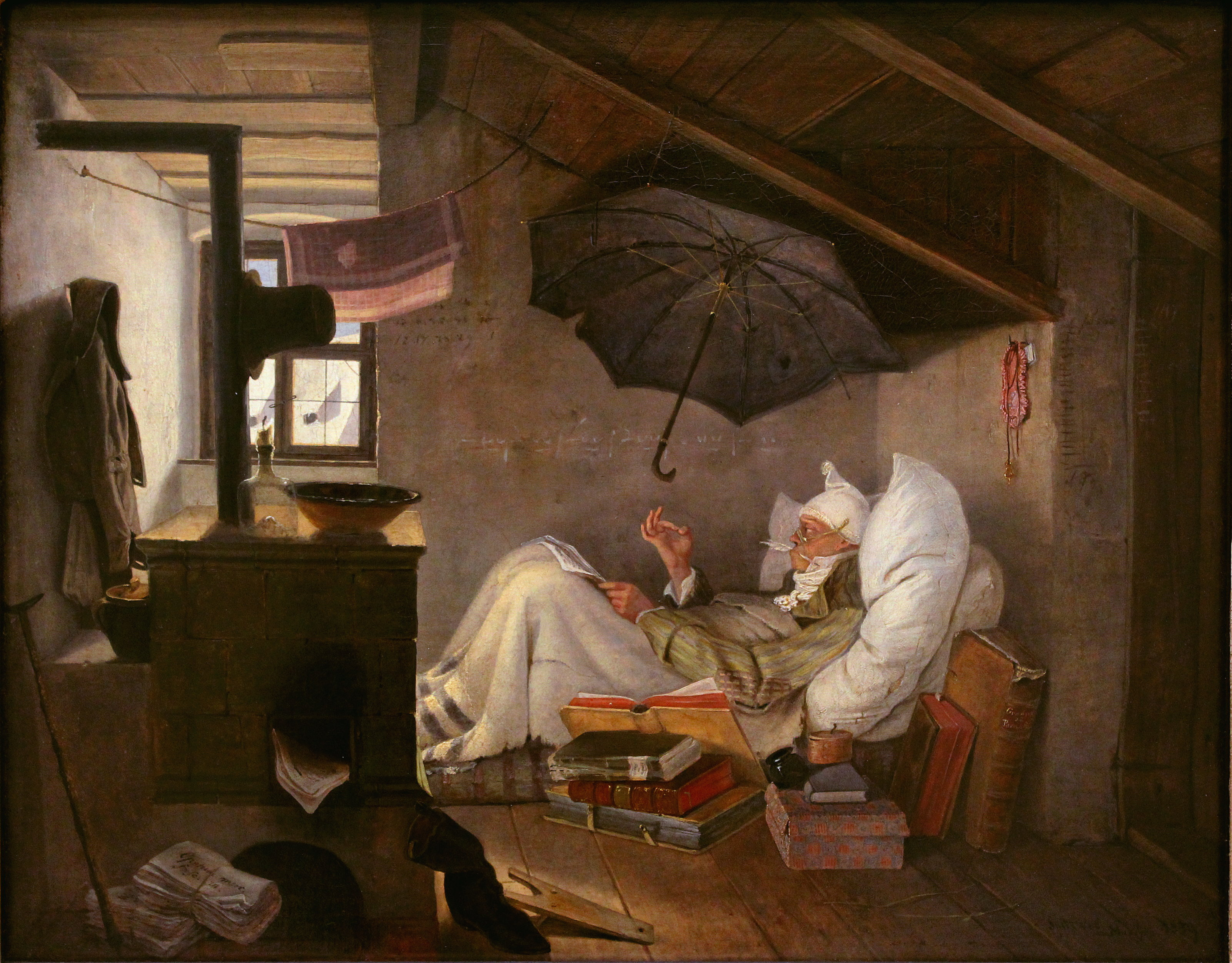
Карл Шпицвег «Бедный поэт». 1839

### Английская живопись второй половины XVIII века — XIX века
В Новой пинакотеке представлены почти все значимые художники Англии XVIII—XIX вв.: Томас Гейнсборо , Уильям Хогарт, Джордж Стаббс, Джошуа Рейнольдс, Томас Лоуренс, Джордж Ромни, Ричард Уилсон, Генри Реборн, Дэйвид Уилки, Джон Констебл, Уильям Тёрнер, Уильяма Стотта.

### Немецкие римляне:классицистыиназарейцы
В музее представлены Якоб Филипп Хаккерт, Йозеф Антон Кох, Людвиг Рихтер, Фридрих Овербек, Фридрих Вильгельм фон Шадов, Генрих Мария фон Гесс и Петер фон Корнелиус.

### Немецкие романтики
Каспар Давид Фридрих, Иоганн Христиан Даль, Карл Фридрих Шинкель, Карл Блехен и др.

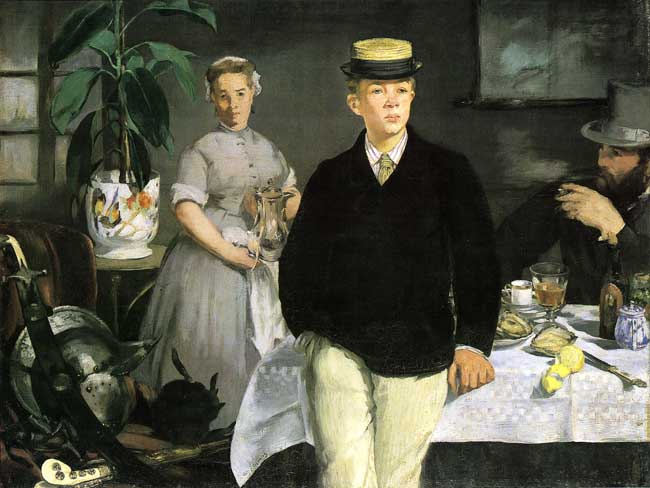
Эдуар Мане. «Завтрак в ателье». 1868

### Бидермайер

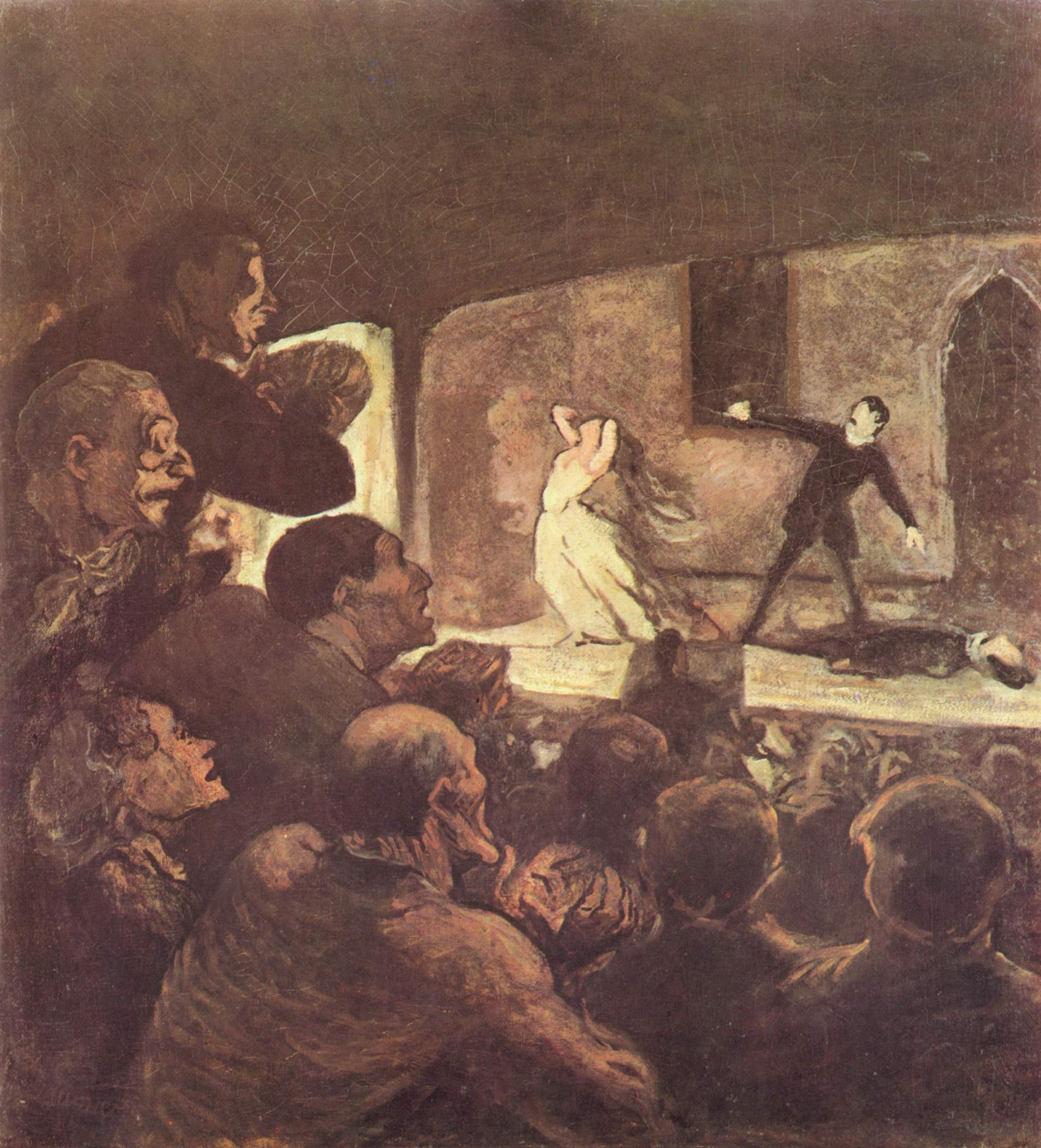
Оноре Домье. «Мелодрама». 1856—1860

представлен в частности работами Доменико Квальо, Франца Ксавьера Винтерхальтера, Фердинанда Георга Вальдмюллера, Морица фон Швинда и Карла Шпицвега.

### Французские реалисты и романтики
Теодор Жерико, Эжен Делакруа, Жан-Франсуа Милле, Онорэ Домье, Гюстав Курбе и др.

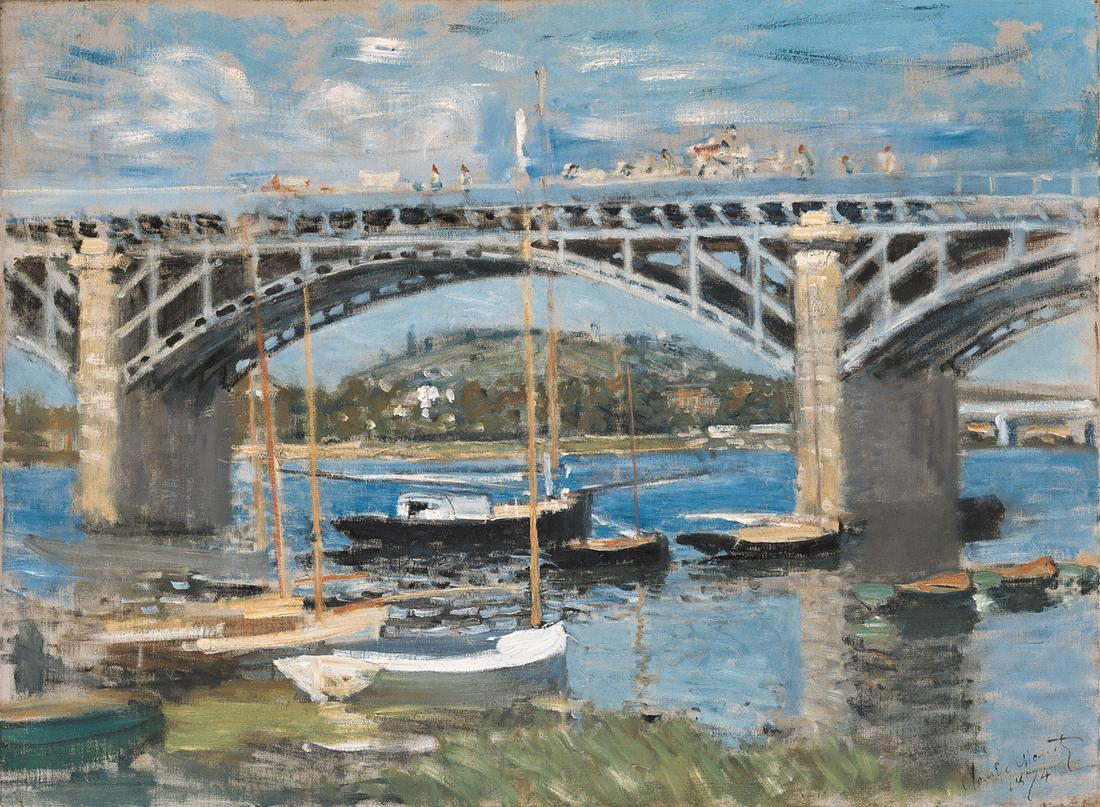
Клод Моне. «Мост через Сену в Аржантёе». 1874

### Историческая и жанровая живопись
представлена произведениями Вильгельма фон Каульбаха, Карла Теодора фон Пилоти, Франца фон Дефреггера и Ганса Макарта.

### Живопись немецких художников, работавших в Риме (конец XVIII — начало XIX вв.)
Арнольда Бёклина, Ансельма Фейербаха и Ханса Томы.

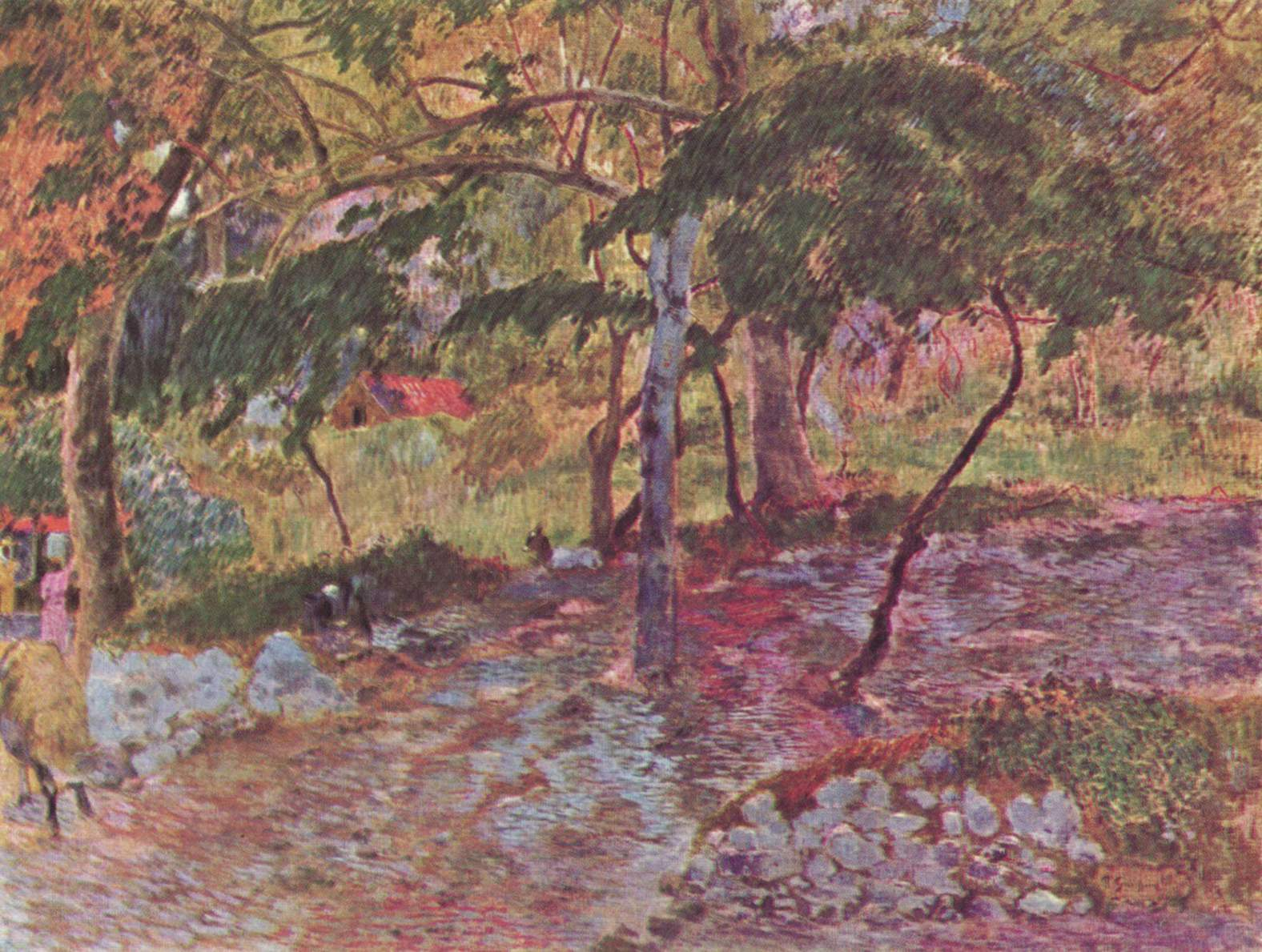
Поль Гоген. «Пейзаж Мартиники». 1887

### Немецкий реализм
Вильгельм Лейбль, Франц фон Ленбах, Август Зейдель и Адольф Менцель.

### Немецкиеимпрессионисты
в частности, Макс Либерман, Ловис Коринт, Фриц фон Уде, Мария Слафона и Макс Слефогт.

### Французские импрессионисты
представлены произведениями Пьер-Огюста Ренуара, Эдуара Мане, Клода Моне, Поля Сезанна, Поля Гогена, Камиля Писсарро, Эдгара Дега, Альфреда Сислея, Жоржа-Пьера Сёра и Винсента ван Гога.

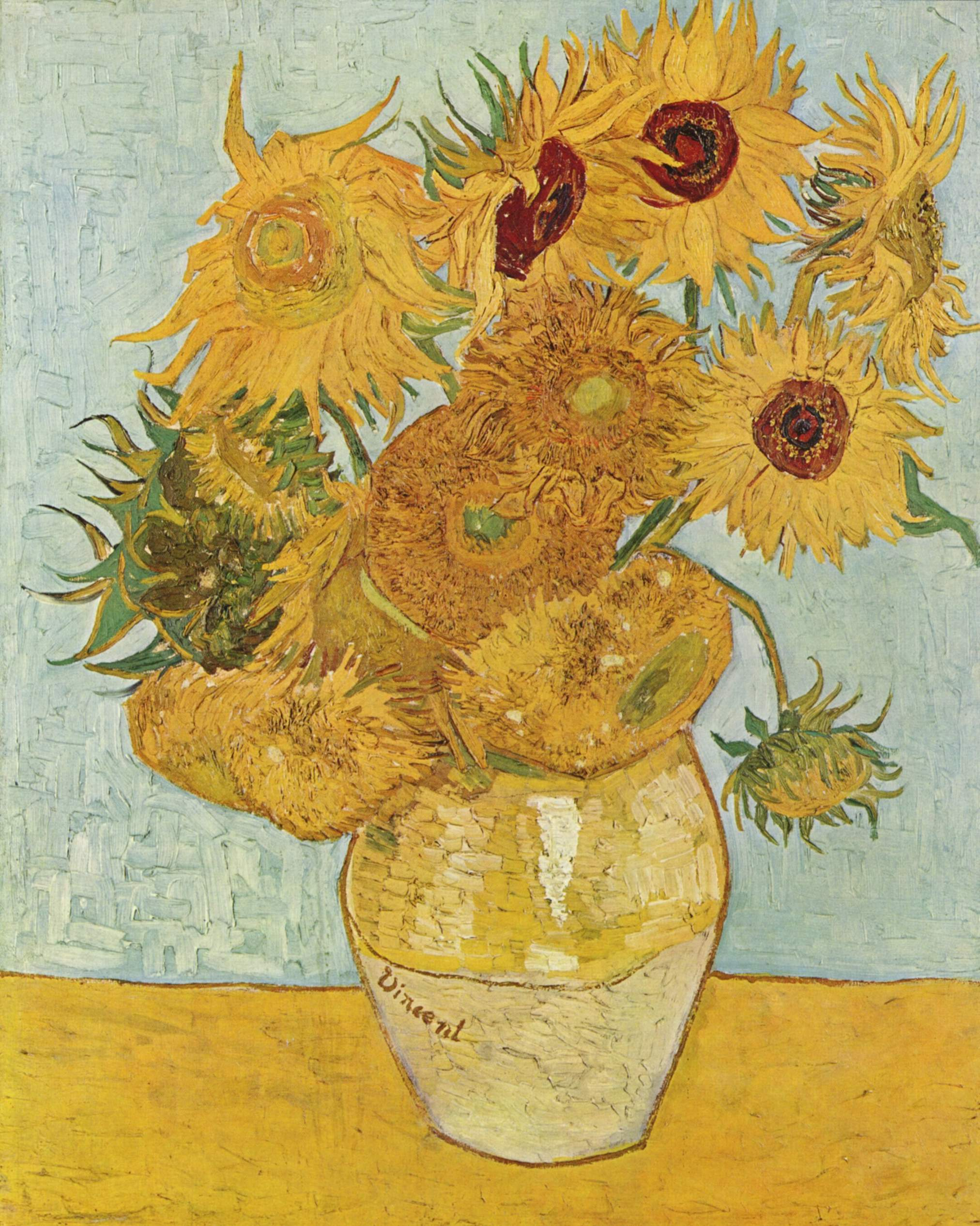
Винсент ван Гог. «Подсолнухи». 1888

### Символизм,югендстильи живопись начала XX в.
представлены в частности работами Густава Климта, Джованни Сегантини, Фернана Кнопфа, Поля Синьяка, Мориса Дени, Анри Тулуз-Лотрека, Джеймса Энсора, Фердинанда Ходлера, Франца фон Штука, Эдуара Вюйара, Эдварда Мунка, Пьера Боннара и Эгона Шиле. Картины XX в. находятся в экспозиции Пинакотека современности.

### Скульптура в Новой пинакотеке
В экспозиции музея находятся скульптуры XIX и начала XX вв., в частности Бертеля Торвальдсена («Адонис» 1802—1832), Антонио Кановы («Статуя Париса» 1807—1816), Рудольфа Шадова, Огюста Родена, Макса Клингера, Аристида Майоля и Пабло Пикассо.